# UEFA EURO 2004
UEFA EURO 2004（ユーロ2004）は、ポルトガルで2004年6月12日から7月4日にかけて開催された。ユーロ2004の予選は2002年9月から2003年11月まで行われた。欧州の50の国と地域が10のグループに分けられ、各グループホーム・アンド・アウェー方式のリーグ戦を行い各組1位10カ国が自動的に本戦出場、さらに2位チーム同士によるホーム・アンド・アウェー方式のプレーオフを勝ち抜いた5カ国、ホスト国であるポルトガルを加えた計16カ国が本大会に出場した。

## 開催都市とスタジアム
- エスタディオ・ムニシパル・デ・アヴェイロ, アヴェイロ
- エスタディオ・D. アフォンソ・エンリケス, ギマランイス
- エスタディオ・シダーデ・デ・コインブラ, コインブラ
- エスタディオ・アルガルヴェ, ファロ
- エスタディオ・ムニシパル・デ・ブラガ, ブラガ
- エスタディオ・ド・ベッサ, ポルト
- エスタディオ・ド・ドラゴン, ポルト
- エスタディオ・ダ・ルス, リスボン
- エスタディオ・ジョゼ・アルヴァラーデ, リスボン
- エスタディオ・Dr.マガリャンイス・ペッソア, レイリア

## 大会方式
- 1次リーグ
  - 16カ国を4つのグループに分けて総当たり戦を行い、勝ち=勝点3、引き分け=勝点1 が加わる。
  - 各グループ勝点上位2チームが決勝トーナメントに進出する。
  - 勝点が並んだ場合には、

1. 当該チーム直接対決の成績
2. 得失点差
3. 総得点数
4. 2002ワールドカップとユーロ2004の予選結果
5. フェアプレーランキング
6. 抽選
以上の順番で順位を決定する。

- 決勝トーナメント
  - 90分間を終えて同点の場合はシルバーゴール方式の延長戦を行う[1]。それでも決まらない場合はPK戦を行なう。

## 出場国
| グループ A ポルトガル (4/22) ギリシャ (2/35) スペイン (7/3) ロシア (8/31) | グループ B フランス (6/2) イングランド (7/13) クロアチア (2/20) スイス (2/47) | グループ C スウェーデン (3/18) デンマーク (7/15) イタリア (6/10) ブルガリア (2/40) | グループ D チェコ (6/11) オランダ (7/5) ドイツ (9/8) ラトビア (初/53) |

( ) 内の数字は、出場回数 / FIFAランキング (2004年6月時)

## 1次リーグ

### グループ A
| 順 | チーム         | 試 | 勝 | 分 | 敗 | 得 | 失 | 差 | 点 | 出場権               |
| -- | -------------- | -- | -- | -- | -- | -- | -- | -- | -- | -------------------- |
| 1  | ポルトガル (H) | 3  | 2  | 0  | 1  | 4  | 2  | +2 | 6  | 決勝トーナメント進出 |
| 2  | ギリシャ       | 3  | 1  | 1  | 1  | 4  | 4  | 0  | 4  | 決勝トーナメント進出 |
| 3  | スペイン       | 3  | 1  | 1  | 1  | 2  | 2  | 0  | 4  |                      |
| 4  | ロシア         | 3  | 1  | 0  | 2  | 2  | 4  | −2 | 3  |                      |

1. 1 2  直接対戦の結果が引き分けのため、総得点で比較して順位を決定した。

| 6月12日 |            |       |          |                                            |
|         | ポルトガル | 1 - 2 | ギリシャ | 17:00 - ドラゴン・スタジアム               |
|         | スペイン   | 1 - 0 | ロシア   | 19:45 - アルガルベ・スタジアム             |
| 6月16日 |            |       |          |                                            |
|         | ギリシャ   | 1 - 1 | スペイン | 17:00 - ベッサ・スタジアム                 |
|         | ポルトガル | 2 - 0 | ロシア   | 19:45 - ルス・スタジアム                   |
| 6月20日 |            |       |          |                                            |
|         | ロシア     | 2 - 1 | ギリシャ | 19:45 - ジョゼ・アルヴァラーデ・スタジアム |
|         | ポルトガル | 1 - 0 | スペイン | 19:45 - アルガルベ・スタジアム             |

### グループ B
| 順 | チーム       | 試 | 勝 | 分 | 敗 | 得 | 失 | 差 | 点 | 出場権               |
| -- | ------------ | -- | -- | -- | -- | -- | -- | -- | -- | -------------------- |
| 1  | フランス     | 3  | 2  | 1  | 0  | 7  | 4  | +3 | 7  | 決勝トーナメント進出 |
| 2  | イングランド | 3  | 2  | 0  | 1  | 8  | 4  | +4 | 6  | 決勝トーナメント進出 |
| 3  | クロアチア   | 3  | 0  | 2  | 1  | 4  | 6  | −2 | 2  |                      |
| 4  | スイス       | 3  | 0  | 1  | 2  | 1  | 6  | −5 | 1  |                      |

| 6月13日 |              |       |              |                                            |
|         | スイス       | 0 - 0 | クロアチア   | 17:00 - マガリャエス・ペッソア・スタジアム |
|         | フランス     | 2 - 1 | イングランド | 19:45 - ルス・スタジアム                   |
| 6月17日 |              |       |              |                                            |
|         | イングランド | 3 - 0 | スイス       | 17:00 - コインブラ・シティー・スタジアム   |
|         | クロアチア   | 2 - 2 | フランス     | 19:45 - マガリャエス・ペッソア・スタジアム |
| 6月21日 |              |       |              |                                            |
|         | スイス       | 1 - 3 | フランス     | 19:45 - コインブラ・シティー・スタジアム   |
|         | クロアチア   | 2 - 4 | イングランド | 19:45 - ルス・スタジアム                   |

### グループ C
| 順 | チーム       | 試 | 勝 | 分 | 敗 | 得 | 失 | 差 | 点 | 出場権               |
| -- | ------------ | -- | -- | -- | -- | -- | -- | -- | -- | -------------------- |
| 1  | スウェーデン | 3  | 1  | 2  | 0  | 8  | 3  | +5 | 5  | 決勝トーナメント進出 |
| 2  | デンマーク   | 3  | 1  | 2  | 0  | 4  | 2  | +2 | 5  | 決勝トーナメント進出 |
| 3  | イタリア     | 3  | 1  | 2  | 0  | 3  | 2  | +1 | 5  |                      |
| 4  | ブルガリア   | 3  | 0  | 0  | 3  | 1  | 9  | −8 | 0  |                      |

1. 1 2 3  3チーム間の勝ち点（2）と得失点差（0）が同じ為、3チーム間の総得点（スウェーデン 3得点／デンマーク 2得点／イタリア 1得点）で比較した[2]。

| 6月14日 |              |       |              |                                                  |
|         | デンマーク   | 0 - 0 | イタリア     | 17:00 - ドン・アフォンソ・エンリケス・スタジアム |
|         | スウェーデン | 5 - 0 | ブルガリア   | 19:45 - ジョゼ・アルヴァラーデ・スタジアム       |
| 6月18日 |              |       |              |                                                  |
|         | ブルガリア   | 0 - 2 | デンマーク   | 17:00 - ブラガ・ムニシパル・スタジアム           |
|         | イタリア     | 1 - 1 | スウェーデン | 19:45 - ドラゴン・スタジアム                     |
| 6月22日 |              |       |              |                                                  |
|         | イタリア     | 2 - 1 | ブルガリア   | 19:45 - ドン・アフォンソ・エンリケス・スタジアム |
|         | デンマーク   | 2 - 2 | スウェーデン | 19:45 - ベッサ・スタジアム                       |

### グループ D
| 順 | チーム   | 試 | 勝 | 分 | 敗 | 得 | 失 | 差 | 点 | 出場権               |
| -- | -------- | -- | -- | -- | -- | -- | -- | -- | -- | -------------------- |
| 1  | チェコ   | 3  | 3  | 0  | 0  | 7  | 4  | +3 | 9  | 決勝トーナメント進出 |
| 2  | オランダ | 3  | 1  | 1  | 1  | 6  | 4  | +2 | 4  | 決勝トーナメント進出 |
| 3  | ドイツ   | 3  | 0  | 2  | 1  | 2  | 3  | −1 | 2  |                      |
| 4  | ラトビア | 3  | 0  | 1  | 2  | 1  | 5  | −4 | 1  |                      |

| 6月15日 |          |       |          |                                            |
|         | チェコ   | 2 - 1 | ラトビア | 17:00 - アヴェイロ・ムニシパル・スタジアム |
|         | ドイツ   | 1 - 1 | オランダ | 19:45 - ドラゴン・スタジアム               |
| 6月19日 |          |       |          |                                            |
|         | ラトビア | 0 - 0 | ドイツ   | 17:00 - ベッサ・スタジアム                 |
|         | オランダ | 2 - 3 | チェコ   | 19:45 - アヴェイロ・ムニシパル・スタジアム |
| 6月23日 |          |       |          |                                            |
|         | オランダ | 3 - 0 | ラトビア | 19:45 - ブラガ・ムニシパル・スタジアム     |
|         | ドイツ   | 1 - 2 | チェコ   | 19:45 - ジョゼ・アルヴァラーデ・スタジアム |

## 決勝トーナメント
|  | 準々決勝           | 準々決勝        |                    |       | 準決勝 | 準決勝 |  |  | 決勝 | 決勝 |
|  |                    |                 |                    |       |        |        |  |  |      |      |
|  | 6月24日 - リスボン |                 |                    |       |        |        |  |  |      |      |
|  |                    |                 |                    |       |        |        |  |  |      |      |
|  | ポルトガル         | 2 (6)           |                    |       |        |        |  |  |      |      |
|  | ポルトガル         | 2 (6)           | 6月30日 - リスボン |       |        |        |  |  |      |      |
|  | イングランド       | 2 (5)           |                    |       |        |        |  |  |      |      |
|  | イングランド       | 2 (5)           | ポルトガル         | 2     |        |        |  |  |      |      |
|  | 6月26日 - ファロ   |                 | ポルトガル         | 2     |        |        |  |  |      |      |
|  |                    | オランダ        | 1                  |       |        |        |  |  |      |      |
|  | スウェーデン       | オランダ        | 1                  | 0 (4) |        |        |  |  |      |      |
|  | スウェーデン       |                 | 7月4日 - リスボン  | 0 (4) |        |        |  |  |      |      |
|  | オランダ           | 0 (5)           |                    |       |        |        |  |  |      |      |
|  | オランダ           | 0 (5)           | ポルトガル         | 0     |        |        |  |  |      |      |
|  | 6月25日 - リスボン |                 | ポルトガル         | 0     |        |        |  |  |      |      |
|  |                    | ギリシャ        | 1                  |       |        |        |  |  |      |      |
|  | フランス           | ギリシャ        | 1                  | 0     |        |        |  |  |      |      |
|  | フランス           | 7月1日 - ポルト |                    | 0     |        |        |  |  |      |      |
|  | ギリシャ           | 1               |                    |       |        |        |  |  |      |      |
|  | ギリシャ           | 1               | ギリシャ           | 1     |        |        |  |  |      |      |
|  | 6月27日 - ポルト   |                 | ギリシャ           | 1     |        |        |  |  |      |      |
|  |                    | チェコ          | 0                  |       |        |        |  |  |      |      |
|  | チェコ             | チェコ          | 0                  | 3     |        |        |  |  |      |      |
|  | チェコ             |                 |                    | 3     |        |        |  |  |      |      |
|  | デンマーク         | 0               |                    |       |        |        |  |  |      |      |
|  | デンマーク         | 0               |                    |       |        |        |  |  |      |      |

### 準々決勝
| 2004年6月24日 19:45 |

| ポルトガル                                                     | 2 – 2 (延長) | イングランド                                                           |
| ポスティガ 83分 · ルイ・コスタ 110分                           | レポート     | オーウェン 3分 · ランパード 115分                                      |
|                                                                | PK戦         |                                                                        |
| デコ シモン ルイ・コスタ ロナウド マニシェ ポスティガ リカルド | 6 – 5        | ベッカム オーウェン ランパード テリー ハーグリーヴス コール ヴァッセル |

| エスタディオ・ダ・ルス（リスボン） 観客数: 65,000 主審: ウルス・マイヤー |

| 2004年6月25日 19:45 |

| フランス | 0 – 1    | ギリシャ          |
|          | レポート | ハリステアス 65分 |

| エスタディオ・ジョゼ・アルヴァラーデ（リスボン） 観客数: 45,390 主審: アンデルス・フリスク |

| 2004年6月26日 19:45 |

| スウェーデン                                                                      | 0 – 0 (延長) | オランダ                                                                  |
|                                                                                   | レポート     |                                                                           |
|                                                                                   | PK戦         |                                                                           |
| シェルストレーム ラーション イブラヒモビッチ ユングベリ ヴィルヘルムソン メルベリ | 4 – 5        | ファン・ニステルローイ ハイティンハ ライツィハー コクー マカーイ ロッベン |

| エスタディオ・アルガルヴェ（ファロ） 観客数: 27,286 主審: リュボシュ・ミヘル |

| 2004年6月27日 19:45 |

| チェコ                            | 3 – 0    | デンマーク |
| コレル 49分 · バロシュ 63分, 65分 | レポート |            |

| エスタディオ・ド・ドラゴン（ポルト） 観客数: 41,092 主審: ヴァレンティン・イワノフ |

#### 準決勝
| 2004年6月30日 19:45 |

| ポルトガル                    | 2 – 1    | オランダ                 |
| ロナウド 26分 · マニシェ 58分 | レポート | アンドラーデ 63分 (o.g.) |

| エスタディオ・ジョゼ・アルヴァラーデ（リスボン） 観客数: 46,679 主審: アンデルス・フリスク |

| 2004年7月1日 19:45 |

| ギリシャ       | 1 – 0 (延長) | チェコ |
| デラス 105+1分 | レポート     |        |

| エスタディオ・ド・ドラゴン（ポルト） 観客数: 42,449 主審: ピエルルイジ・コッリーナ |

#### 決勝
| 2004年7月4日 19:45 |

| ポルトガル | 0 – 1    | ギリシャ          |
|            | レポート | ハリステアス 57分 |

| エスタディオ・ダ・ルス（リスボン） 観客数: 62,865 主審: マルクス・メルク |

| ポルトガル | ギリシャ |

| GK                           | 01 | リカルド                   |        |      |
| RB                           | 13 | ミゲル                     |        | 43分 |
| CB                           | 04 | ジョルジュ・アンドラーデ   |        |      |
| CB                           | 16 | リカルド・カルヴァーリョ   |        |      |
| LB                           | 14 | ヌーノ・ヴァレンテ         | 90+3分 |      |
| CM                           | 18 | マニシェ                   |        |      |
| CM                           | 06 | コスチーニャ               | 12分   | 60分 |
| RW                           | 17 | クリスティアーノ・ロナウド |        |      |
| AM                           | 20 | デコ                       |        |      |
| LW                           | 07 | ルイス・フィーゴ           |        |      |
| CF                           | 09 | パウレタ                   |        | 74分 |
| サブメンバー                 |    |                            |        |      |
| DF                           | 02 | パウロ・フェレイラ         |        | 43分 |
| MF                           | 10 | ルイ・コスタ               |        | 60分 |
| FW                           | 21 | ヌーノ・ゴメス             |        | 74分 |
| 監督                         |    |                            |        |      |
| ルイス・フェリペ・スコラーリ |    |                            |        |      |

| GK                     | 01 | アントニス・ニコポリディス       |        |      |
| RB                     | 02 | ゲオルギオス・セイタリディス     | 63分   |      |
| CB                     | 19 | ミハリス・カプシス               |        |      |
| CB                     | 05 | トライアノス・デラス             |        |      |
| LB                     | 14 | タキス・フィッサス               | 67分   |      |
| DM                     | 21 | コスタス・カツラニス             |        |      |
| CM                     | 07 | テオドロス・ザゴラキス           |        |      |
| CM                     | 06 | アンゲロス・バシナス             | 45+2分 |      |
| RW                     | 09 | アンゲロス・ハリステアス         |        |      |
| LW                     | 08 | ステリオス・ギアンナコプーロス   |        | 76分 |
| CF                     | 15 | ジシス・ヴリーザス               |        | 81分 |
| サブメンバー           |    |                                  |        |      |
| DF                     | 03 | スティリアノス・ヴェネティディス |        | 76分 |
| FW                     | 22 | ディミトリオス・パパドプーロス   | 85分   | 81分 |
| 監督                   |    |                                  |        |      |
| オットー・レーハーゲル |    |                                  |        |      |

## 最終結果
| UEFA EURO 2004優勝国 |
| -------------------- |
| · ギリシャ · 初優勝  |

## 得点ランキング
5 ゴール
- ミラン・バロシュ

4 ゴール
- ウェイン・ルーニー
- ルート・ファン・ニステルローイ

3 ゴール
- ヨン・ダール・トマソン
- フランク・ランパード
- ジネディーヌ・ジダン
- アンゲロス・ハリステアス
- ヘンリク・ラーション

2 ゴール
- ヤン・コラー
- マレク・ハインツ
- ティエリ・アンリ
- アントニオ・カッサーノ
- マニュエル・ルイ・コスタ
- マニシェ
- クリスティアーノ・ロナウド
- ズラタン・イブラヒモビッチ

## 本大会総括

### ポルトガルとギリシャ

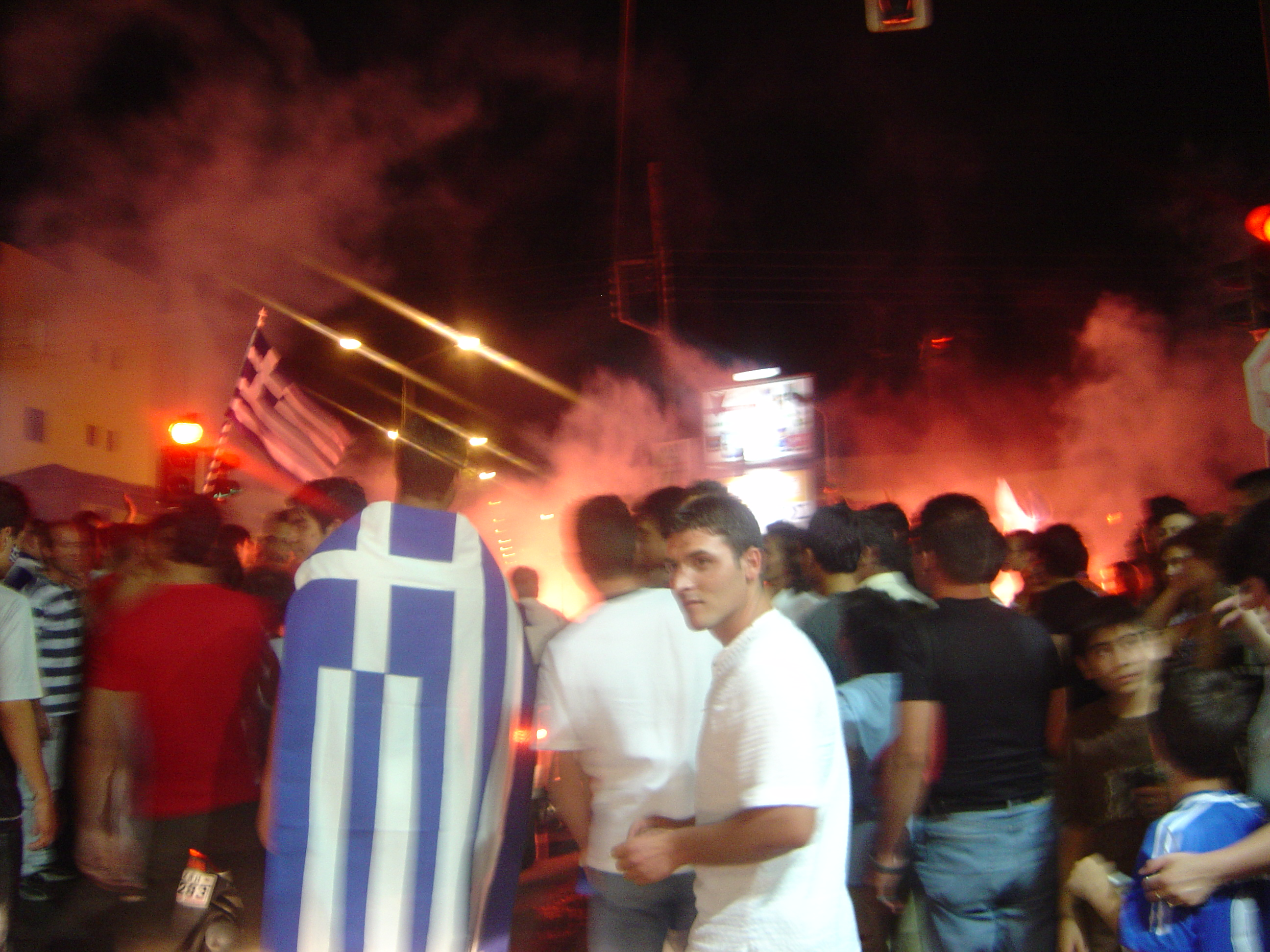
優勝を喜ぶギリシャ国民

ユーロ2004は開催国の敗北に始まり、開催国の敗北に終わった大会である。開幕戦となった開催国ポルトガル対ギリシャは、ギリシャがこれまでの実績から格下と見られていたことと、ポルトガルを大勢の地元ファンが後押しすることからポルトガル有利と思われていたがギリシャは開始早々にギオルゴス・カラグーニスが先制ゴールをあげポルトガルの出鼻をくじくと、後半開始早々にゲオルギオス・セイタリディスが得たPKをアンゲロス・バシナスが決め、90分間を高い集中力で戦い抜き勝利を掴んだ。オットー・レーハーゲル監督率いるギリシャはその勢いで（ロシアには敗れるが）決勝まで登り詰め、一方のルイス・フェリペ・スコラーリ監督率いるポルトガルはギリシャ戦の敗戦をバネに体制を立て直して決勝進出。迎えた決勝戦でもギリシャの規律と集中力はポルトガルを圧倒し、同国史上初のビッグタイトルを手に入れた。

### 強豪国の低迷
優勝候補と言われたチームが思うような結果を残せなかったのもこの大会の特徴である。イタリアはエースのトッティが相手選手につばを吐いたことによる3試合出場停止で大会から姿を消すと、その穴を埋めるべくカッサーノらが奮闘し、勝点5を獲得するがグループステージ敗退。ドイツはオランダと引き分けるが、格下のラトビアとも引き分け、第三戦では既に1位通過を確定し完全な二軍で臨んできたチェコに敗れるなど、2003年のコンフェデレーションズカップを辞退し、ブンデスリーガの外国籍枠を縮小して欲しいとルディ・フェラー監督が懇願するなど、当初から不安の多いチームだったが、グループステージ敗退。イタリアとドイツが共に8強入りを逃すのは、FIFAワールドカップとUEFA欧州選手権を合わせて史上初だった。スペインもギリシャの勢いや、攻撃陣が機能せずグループステージ敗退。イングランドはグループステージではルーニーの活躍で突破するもののベッカムの大会合計3度連続（予選におけるトルコ戦、初戦のフランス戦、そして1番手として臨んだポルトガル戦）のPK失敗、ルーニーが試合中に故障退場、ソル・キャンベルのゴールが取り消されたことなどがありポルトガルにPK戦で敗れ（最後のキッカーはダリウス・ヴァッセル）ベスト8敗退。前回王者フランスは結果こそベスト8とまずまずの成績とは言え、その内容は王者フランスにふさわしいものではなく特に準々決勝のギリシャ戦ではギリシャの規律と集中力はあるゆる場面でフランスを凌いだ。

### デンマーク対スウェーデン談合疑惑
グループCは最終戦を前にスウェーデン・デンマーク・イタリアの3ヶ国に決勝トーナメント進出の可能性があったが、デンマーク対スウェーデンが2-2以上の引き分けに終われば、同時刻で開催されるイタリア対ブルガリアの結果に関わらず両国がそろって決勝トーナメントに進めることになっていた。1996年大会から欧州選手権は勝点が並んだ場合に当該チームでの勝点、得失点差、総得点の順（いわゆる直接対決の成績）で上位になる国を決める方式に変更された。そのため仮にデンマーク対スウェーデンが引き分け、イタリア対ブルガリアでイタリアが勝ったとすると、勝点、当該3チームでの勝点、当該3チームでの得失点差が並ぶが、デンマーク対スウェーデンが2-2以上の引き分けになれば、当該3チームでの総得点を両国ともイタリアを上回るためである。イタリア側もデンマークとスウェーデンに談合試合をしないよう事前に警告していたが、試合はデンマークとスウェーデンが点を取り合い、結果的に2-2の引き分けとなり両国の決勝トーナメント進出が決定、イタリアは敗退となった。そのため主にイタリアにおいてこの試合での談合疑惑が浮上したが、証拠がなく却下された（但し、仮に以前と同じ全チーム間での勝点、得失点差、総得点による順位決定だったとしてもイタリアは敗退している）。

### オランダの復調とチェコの実力
強豪国が次々姿を消す中、大会を盛り上げたのはオランダとチェコである。この大会のディック・アドフォカート率いるオランダは3年前にW杯日韓大会の欧州予選で敗退し、ユーロ2004予選でも苦戦していた（スコットランドとのプレーオフでは先勝を許した）ことから期待が低かった。しかし、大会を通してオランダは若手とベテランがうまく融合し、内容的には必ずしも良かったとばかりは言い切れない部分（特に有名なのがチェコとの直接対決で見せた消極的采配）もあったものの、GL最終戦でドイツが2軍のチェコ相手に敗れるなど運もあって、ベスト4進出と成果を残した。もう一方のカレル・ブリュックナー監督率いるチェコも同様W杯日韓大会予選のプレーオフで敗退したが、今大会は充実したタレントが下馬評通りの活躍を見せ、全ての試合でその実力をいかんなく発揮、準決勝ギリシャ戦ではチームの主役であるネドベドを怪我で失うとともに勝利も逃し大会から姿を消した。
なお、2006年のW杯ドイツ大会の欧州予選でもオランダとチェコは同じグループに入った。両国ともFIFAランキング5位以内に入るだけあり、オランダがチェコなどを完封し、グループ1位通過。しかも欧州の13の出場国の中で最高成績（実質欧州1位）で本大会の出場権を獲得し、チェコもオランダには完敗したが、グループ2位でノルウェーとのプレーオフを制し出場権を獲得した。

### 新興勢力ラトビア
プレーオフでトルコを下してユーロ初挑戦となったラトビアは、グループリーグ敗退という結果に終わったが、強豪ひしめくグループDにありながら、ドイツとスコアレスドロー、チェコ相手には先制点をあげ終盤まで1点をリードしていた（終了間際に2失点し1-2で逆転負け）。その戦術は統率のとれた執拗な守備からマーリス・ヴェルパコフスキスを中心とするカウンターという、実力上位の相手に対して勝利を奪いに行くための古典的かつもっとも有効なものだった。